# Langdon, New Hampshire
Langdon är en kommun (town) i Sullivan County i delstaten New Hampshire, USA med 688 invånare (2010). 

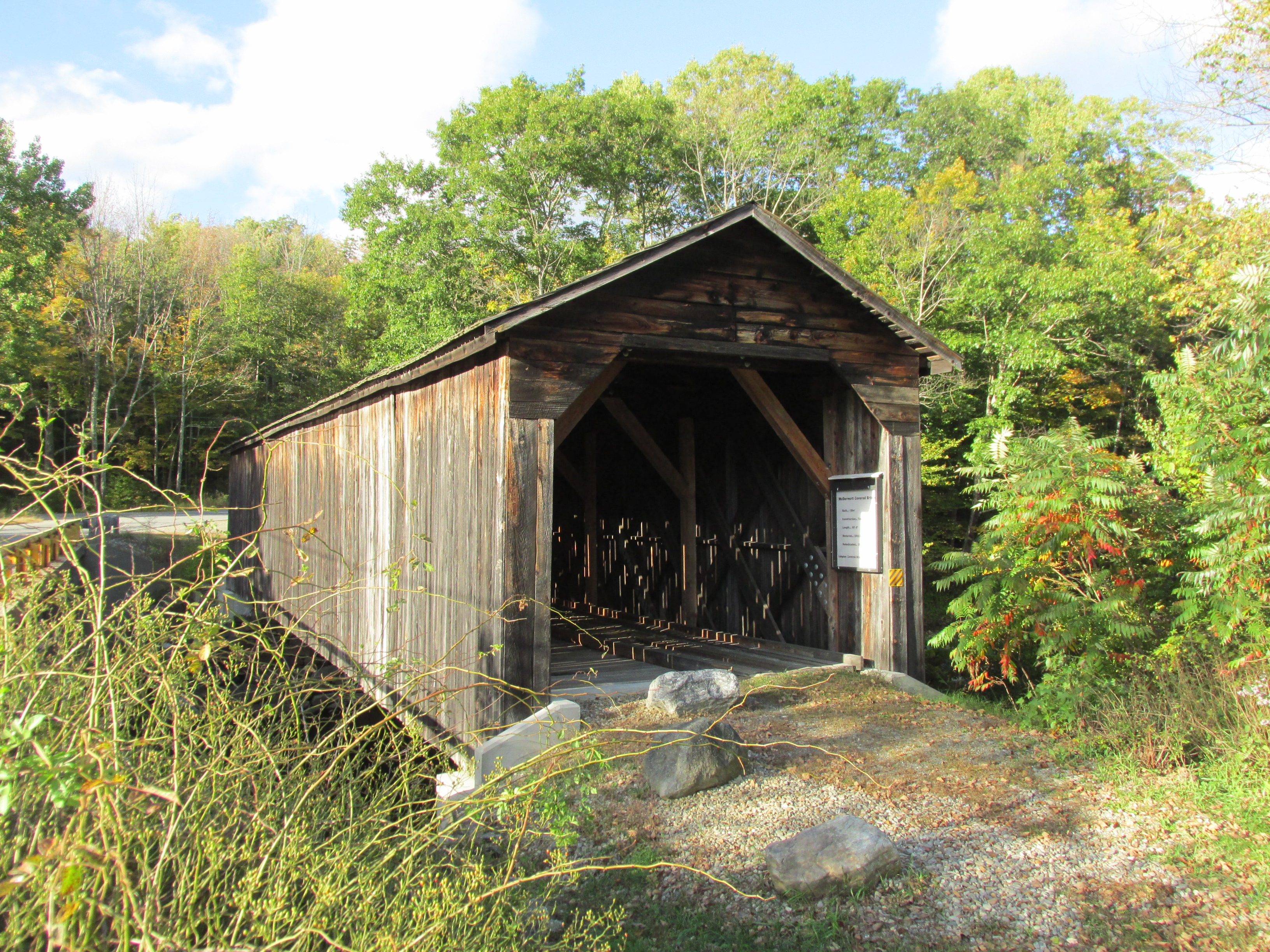